# Qualifikation (Strafrecht)
Unter Qualifikation versteht man im Strafrecht die Erweiterung eines Grundtatbestandes um strafverschärfende Tatbestandsmerkmale. Das Gegenstück zur Qualifikation im Strafrecht ist die Privilegierung. Ein besonderer Fall der Qualifikation ist die Erfolgsqualifikation.

## Beispiele

### Beispiel aus Deutschland
Eine Qualifikation der (einfachen) Körperverletzung nach § 223 StGB ist die gefährliche Körperverletzung. Die gefährliche Körperverletzung schließt nach § 224 StGB nicht nur den Grundtatbestand der Körperverletzung ein, sondern führt noch weitere Merkmale auf. Wegen dieser zusätzlichen Merkmale wird die entsprechende Tat als stärker strafwürdig angesehen.

### Beispiel aus der Schweiz
In der Schweiz stellt die „vorsätzliche Tötung“ nach Art. 111 StGB den Grundtatbestand der Tötungsdelikte dar. Im Verhältnis hierzu stellt „Mord“ (Art. 112 StGB) die Qualifikation der „vorsätzlichen Tötung“ dar. Für einen „Mord“ muss nicht nur ein Mensch mit Vorsatz getötet werden, sondern darüber hinaus muss der Täter auch ein besonderes Mordmerkmal (wie zum Beispiel das Handeln aus einem besonders verwerflichen Beweggrund) erfüllen.

## Merkmale und Folgen hieraus
Die Qualifikation hat nicht nur einen eigenen Tatbestand, sondern auch einen gegenüber dem Grunddelikt verschärften Strafrahmen. Darum ist die Qualifikation keine Strafzumessungsregel, sondern ein eigener, speziellerer Tatbestand. Die Ausführungen zum formellen Verbrechensbegriff sind daher auf sie anwendbar. Allerdings werden die Qualifikationstatbestände (zumindest in Deutschland) zunehmend durch die Regelbeispieltechnik ersetzt.
Weil die Qualifikation durch das zusätzliche Tatbestandsmerkmal das speziellere Gesetz ist, verdrängt sie das allgemeinere Grunddelikt (Spezialität). Der Täter wird im ersten Beispiel also nicht wegen Körperverletzung und gefährlicher Körperverletzung verurteilt, sondern nur wegen letzterer.